# Эсе-эхха (язык)
Эсе-эхха (исп. ese ejja) — индейский язык, на котором разговаривают около 730 человек народности эсе-эхха. Другие названия — тиатинагуа (исп. tiatinagua), уарайо (исп. huarayo).Относится к таканской ветви пано-таканской языковой семьи. Сильно отличается от других таканских языков. Диалект Тамбопата (Перу) отличается от боливийского диалекта. Диалектные различия невелики.
Алфавит на основе латиницы. Утверждён властями Перу в 2015 году: A a, B b, Ch ch, D d, ', E e, H h, I i, J j, K k, Ku ku, M m, N n, Ñ ñ, O o, P p, S s, Sh sh, T t, Ts ts, W w, Y y.